# 조제프 로피
조제프 로메리크 로피(프랑스어: Joseph Romeric Lopy, 1992년 3월 15일 ~ )는 세네갈의 축구 선수로, 현재 프랑스 리그 2의 앙제 SCO에서 수비형 미드필더로 활약하고 있다.

## 구단 경력
지갱쇼르에서 태어난 로피는 디암바르스에서 축구를 시작했다. 그는 소쇼와 연습생 계약을 맺었고, 2012년에 리그 1 클럽과 프로 계약을 맺었다. 몽벨리아르 팀과 5년 후, 그의 계약은 연장되지 않았고, 샹피오나 나시오날의 US 불로뉴와 계약을 맺었다.
2023년 1월 25일, 로피는 리그 2의 님 올랭피크에 한 시즌 동안 합류하였다. 님 올랭피크에서의 시즌이 끝날 때까지 조제프 로피는 리그 2에 남아있다. 그는 2023년 7월에 두 시즌을 포함하는 계약을 체결하여 앙제 SCO에 합류하였다.

## 국가대표팀 경력
로피는 2020년 10월 9일 모로코와의 친선 경기에서 세네갈 국가대표팀 데뷔 전을 치렀다.
그는 2021년 아프리카 네이션스컵 세네갈 국가대표팀 명단에 이름을 올렸다.
대회에서 우승한 후, 로피는 세네갈의 대통령 마키 살에 의해 사자 훈장의 그랜드 오피서로 임명되었다.